# Plac Londyn (Tel Awiw)
Plac Londyn (hebr. כיכר לונדון, Kikar London) – plac, który znajduje się nad brzegiem Morza Śródziemnego, w osiedlu Centrum Tel Awiwu w Tel Awiwie, w Izraelu.

## Położenie
Plac jest usytuowany w bezpośrednim sąsiedztwie plaży. Jest to skrzyżowanie nadmorskiej promenady z ulicami Bograshov, HaYarkon i Herbert Samuel.

## Historia

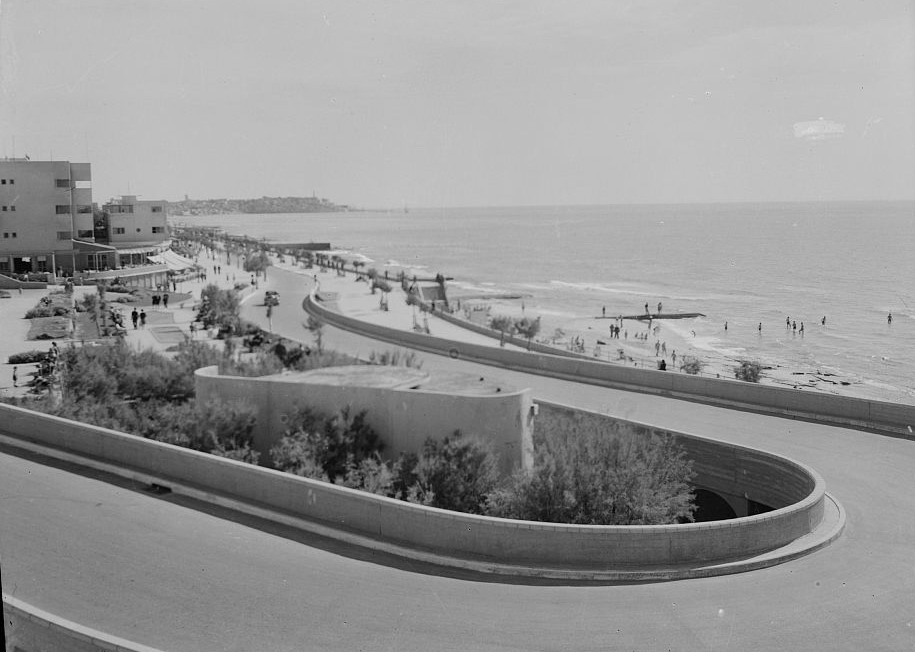
Widok na Plac Londyn w 1941

Plac został założony 24 maja 1942 na cześć Londynu, stolicy Wielkiej Brytanii, która mocno cierpiała podczas niemieckich bombardowań podczas II wojny światowej.
W 2000 plac został gruntownie przebudowany. Ze względu na niewielką różnicę w wysokości pomiędzy ulicą HaYarkon a położoną kilka metrów niżej nadmorską promenadą, wybudowano tutaj platformę z podziemnym garażem. Na jego górnej powierzchni utworzono plac z elementami zieleni.

## Wykorzystanie placu
W centralnej części placu znajduje się pomnik nielegalnej imigracji podczas II wojny światowej. Pomnik ma kształt statku, na pokładzie którego Żydzi przedostawali się do Brytyjskiego Mandatu Palestyny. Na kamieniach wypisane są nazwy wszystkich statków nielegalnej imigracji.

## Noclegi
Przy placu znajduje się Dan Tel Awiw Hotel. W 1994 od strony północnej placu wybudowano wieżowiec King David Crown (wysokość 82 metrów).